# بترل باركينسون
بترل باركينسون[بحاجة لمصدر] (الاسم العلمي: Procellaria parkinsoni) هو نوع من فصيلة طيور بترل.